# Hoàng Tông Hy
Hoàng Tông Hy (chữ Hán: 黄宗羲; 1610 - 1695) là nhà tư tưởng, nhà sử học Trung Quốc thời Thanh.

## Thời trẻ
Hoàng Tông Hy tự là Thái Xung, hiệu là Nam Lôi, còn có hiệu khác là Lê Châu. Giới học giả thường gọi ông là Nam Lôi tiên sinh hoặc Lê Châu tiên sinh. Hoàng Tông Hy gốc người Dư Diêu, tỉnh Chiết Giang.
Cha Hoàng Tông Hy là Hoàng Tôn Tố, danh sĩ nổi tiếng của Đông lâm. Hoàng Tôn Tố có tài, thẳng thắn cương trực, không a dua.
Năm 1623 lúc mới 14 tuổi, Hoàng Tông Hy đã đỗ tú tài, đến Bắc Kinh sống cùng cha, nhưng vì không hứng thú theo đường khoa cử mà ông chỉ chuyên tâm đọc sách sử.
Năm 1627, thấy hoạn quan Ngụy Trung Hiền chuyên quyền, Hoàng Tôn Tố bèn tố cáo, do đó bị phe cánh của Trung Hiền hãm hại, bắt giam trong ngục rồi chết.
Hoàng Tông Hy thảo sớ tố cáo phe cánh Ngụy Trung Hiền để trả thù cho cha. Khi ông sắp vào đến cung thì phe Ngụy Trung Hiền đã bị lật đổ. Trung Hiền thắt cổ tự vẫn, những nạn nhân của Trung Hiền được giải oan và truy thưởng. Hoàng Tôn Tố được vua Sùng Trinh truy tặng là Trung Đoan công. Xong việc, Hoàng Tông Hy trở về quê tiếp tục học tập.

## Sự nghiệp

### Thời Minh
Hoàng Tông Hy theo di chúc của cha, tìm đến học Lưu Tông Chu. Ông miệt mài học tập các sách của bách gia. Năm 19 tuổi (1628), ông đã đọc hết 21 bộ sử và Minh thập tam triều thực lục (13 đời vua triều Minh). Không chỉ nghiên cứu lịch sử, Hoàng Tông Hy còn học sách của bách gia, tướng số, toán học, Phật học, Đạo gia. Mặc dù tự nhận thấy trí nhớ của mình không tốt nhưng ông không nản chí mà càng cần cù miệt mài học tập hơn, kiến thức ngày một uyên bác.
Dần dần Hoàng Tông Hy trở nên nổi tiếng trong giới học thuật, ông trở thành thủ lĩnh trong đệ tử Đông lâm. Thời gian này, tổ chức "Phục xã" đã thành lập để kế tục Đông lâm. Hoàng Tông Hy tham gia tổ chức này và nhanh chóng trở thành người đứng đầu. Sau đó Phục xã biến đổi từ tổ chức học thuật thành tổ chức chính trị, đối lập với phe cánh của các hoạn quan.
Năm 1638, Hoàng Tông Hy cùng 148 người bạn cùng viết "Nam bộ phòng loạn yết" tố cáo phe hoạn quan do Nguyễn Đại Thành đứng đầu.
Năm 1644, quân Thanh tiến vào trung nguyên. Hoàng Tông Hy tổ chức lực lượng chống Thanh là "Thế trung doanh". Phong trào "phản Thanh phục Minh" thất bại, ông bị quân Thanh truy bắt ráo riết, phải thay tên họ, trốn đi biệt tích.
Sau một thời gian dài, Hoàng Tông Hy trở về quê nhà, phụng dưỡng mẹ già, xây trường dạy học, đóng cửa viết sách.

### Thời Thanh
Nhà Thanh nghe tiếng ông, nhiều lần mời ra làm quan nhưng ông từ chối. Năm 1662, Khang Hi lên ngôi. Ông viết tác phẩm "Minh di đãi phỏng lục". Sách này phê phán sâu sắc các chủ trương kinh tế, văn hóa, chính trị của giai cấp địa chủ, vạch ra mâu thuẫn của chế độ phong kiến Trung Quốc thế kỷ 17, đề xướng chủ trương cải cách. Đây là cuốn sách chống phong kiến mang màu sắc dân chủ khải mông, được xem là "Tuyên ngôn dân quyền" của Trung Quốc thế kỷ 17.
Năm 1668, ông bắt đầu biên soạn "Minh văn án". Năm 1675, sách hoàn thành, gồm 217 quyển. Trên cơ sở "Minh văn án", ông biên soạn tiếp "Minh văn hải". Sau 18 năm (1693), sách hoàn thành với 482 quyển. Khi đó Hoàng Tông Hy đã 84 tuổi.
Vì đòi hỏi của công việc biên soạn sách, ông đã đọc duyệt hết các trước tác văn học thời Minh, tìm hiểu căn nguyên cội nguồn tư tưởng của tác giả và các quan hệ, xu thế phát triển học thuật. Ông đã soạn bộ sử Minh nho học án nổi tiếng. "Minh nho học án" có tất cả 62 quyển, ghi chép tình hình phát triển tư tưởng học thuật ở Trung Quốc trong 300 năm thời Minh.
Sau khi soạn xong Minh nho học án, Hoàng Tông Hy đã cao tuổi nhưng vẫn tiếp tục soạn sách "Tống Nguyên học án". Ông hoàn thành được 17 quyển thì qua đời năm 1695, thọ 86 tuổi.

## Tư tưởng
Hoàng Tông Hy mang tư tưởng cải cách khải mông. Ông phê phán chế độ phong kiến Trung Quốc từ thời Tần Hán trở đi. Ông cho rằng trong quan hệ vua – tôi cần coi thiên hạ (nhân dân) là chủ, vua là khách, vua phải vì dân mà làm việc. Trên thực tế, từ thời Tần Hán trở đi, các vua chúa đều coi "thiên hạ là tài sản lớn nhất".
Đặc biệt, Hoàng Tông Hy phân biệt rõ ràng giữa vị trí của người làm quan (thần) và vị trí của kẻ hầu hạ (tôi tớ); theo đó "thần" phải vì dân mà làm thầy, làm bạn với vua chứ không phải người hầu của vua; còn tôi tớ là những người hầu hạ riêng của vua. Vua và quan cùng nhau cai trị thiên hạ, phải mưu cầu bình yên cho thiên hạ và yên vui cho dân chúng.
Ông còn phê phán quan điểm phong kiến ngu trung "vua bắt bề tôi chết mà bề tôi không chết là bất trung". Ông cho rằng bề tôi sinh ra không phải vì vua nên không cần phải vì vua mà chết.
Hoàng Tông Hy còn phê phán pháp luật phong kiến. Ông phân biệt "pháp luật của thiên hạ" với "pháp luật của một nhà". Ông chủ trương lấy trường học làm nơi bàn việc nhà nước, theo đó trường học là cơ cấu để tầng lớp trí thức có thể tham gia bộ máy chính quyền.
Hoàng Tông Hy kêu gọi thay đổi quan hệ vua – tôi và quan hệ vua – dân, chính là việc phế bỏ chủ nghĩa chuyên chế, chính quyền phải vì lợi ích của nhân dân, nghe theo dư luận của dân chúng, chịu sự giám sát theo dõi của dân chúng. Tư tưởng này cơ bản tiếp thu từ Đặng Mục nhưng tiến bộ hơn một bước và có ý nghĩa quan trọng trong lịch sử phát triển tư tưởng dân chủ ở Trung Quốc.

## Tác phẩm
Hoàng Tông Hy có rất nhiều trước tác trên các lĩnh vực khác như kinh học, văn học, thiên văn, lịch pháp… Trong đó nổi tiếng nhất là:
- Minh di đãi phỏng lục
- Minh văn án
- Minh văn hải
- Minh nho học án
- Thụ thời lịch cố
- Khai phương mệnh toán